# Carlos Germán Mesa Ruiz
Carlos Germán Mesa Ruiz (* 4. September 1943 in Duitama) ist ein kolumbianischer Geistlicher und emeritierter römisch-katholischer Bischof von Socorro y San Gil.

## Leben
Carlos Germán Mesa Ruiz empfing am 11. November 1967 die Priesterweihe.
Papst Johannes Paul II. ernannte ihn am 20. März 2003 zum Bischof von Arauca. Die Bischofsweihe spendete ihm der Apostolische Nuntius in Kolumbien, Erzbischof Beniamino Stella, am 26. April desselben Jahres; Mitkonsekratoren waren Luis Augusto Castro Quiroga IMC, Erzbischof von Tunja, und Alvaro Raúl Jarro Tobos, emeritierter Militärbischof von Kolumbien. Die Amtseinführung im Bistum Arauca fand am 3. Mai desselben Jahres statt.
Am 2. Februar 2010 wurde er zum Bischof von Socorro y San Gil ernannt und am 17. April desselben Jahres in das Amt eingeführt.
Am 12. Dezember 2019 nahm Papst Franziskus seinen altersbedingten Rücktritt an.